# Phoebe holosericea
Phoebe holosericea är en lagerväxtart som beskrevs av Carl Ludwig von Blume. Phoebe holosericea ingår i släktet Phoebe och familjen lagerväxter. Inga underarter finns listade i Catalogue of Life.